# Садаклієв Віталій Георгійович
Віта́лій Гео́ргійович Садаклі́єв — український військовослужбовець, підполковник Збройних Сил України, учасник російсько-української війни. Нагороджений нагрудним знаком «Знак пошани» (2018). Кавалер ордена Данила Галицького (2022).